# Карл Пальмгрен
Карл Пальмгрен (нім. Karl Palmgren; 2 вересня 1891, Штральзунд — 16 вересня 1970, Геттінген) — німецький офіцер, фрегаттен-капітан резерву крігсмаріне (1 серпня 1944). Кавалер Лицарського хреста Залізного хреста з дубовим листям.

## Біографія
В 1909 році вступив на флот. Учасник Першої світової війни. В жовтні-листопаді 1918 року — командир підводного човна SM UC-76. 27 грудня 1919 року звільнений у відставку. На початку Другої світової війни призваний на флот. В 1939/41 роках — командир Sperrbrecher 9 і 1, в 1941/43 роках — 4-ї флотилії Sperrbrecher. Потім очолював 36-ту флотилію мінних тральщиків, німецький штаб італійського адмірала в Командуванні ВМС в Італії, був 1-м офіцером Адмірал-штабу в штабі 2-ї дивізії охорони, після чого командував 38-ю флотилією мінних тральщиків.

## Звання
- Морський кадет (1 квітня 1909)
- Фенріх-цур-зее (12 квітня 1910)
- Лейтенант-цур-зее (19 вересня 1912)
- Оберлейтенант-цур-зее (2 травня 1915)
- Капітан-лейтенант запасу (27 грудня 1919)
- Корветтен-капітан резерву до розпорядження (1 вересня 1939)
- Фрегаттен-капітан резерву до розпорядження (1 серпня 1944)

## Нагороди
- Залізний хрест
  - 2-го класу (1914)
  - 1-го класу (червень 1915)
- Почесний хрест ветерана війни з мечами
- Застібка до Залізного хреста
  - 2-го класу (8 червня 1940)
  - 1-го класу (8 січня 1941)
- Нагрудний знак мінних тральщиків
- Лицарський хрест Залізного хреста з дубовим листям
  - лицарський хрест (3 серпня 1941) — як командир Sperrbrecher 9 і 1.
  - дубове листя (№523; 11 липня 1944) — як командир 38-ї флотилії мінних тральщиків.